# Handball-DDR-Meisterschaft (Frauen) 1951/52
Mit der Handball-DDR-Meisterschaft der Frauen 1951/52 wurde zum zweiten Mal der DDR-Meister im Frauenhandball in der Halle und auf dem Feld ermittelt. Meister im Feldhandball wurde die BSG Einheit Weimar gewann. In der Halle gewann der SC Weißensee.

## Hallenmeisterschaft
Die Endrunde der Meisterschaft fand in der Messehalle II in Leipzig statt. Die Gruppenspiele wurden am 26. Januar 1952 ausgetragen, die KO-Spiele am 27. Januar.

### Endrunde der Meisterschaft
| Platz | Verein             | Tore | Punkte |
| ----- | ------------------ | ---- | ------ |
| 1     | SC Weißensee       | 5:3  | 4:0    |
| 2     | BSG Einheit Weimar | 9:5  | 2:2    |
| 3     | BSG Motor Wismar   | 1:7  | 0:4    |

| Platz | Verein                     | Tore | Punkte |
| ----- | -------------------------- | ---- | ------ |
| 1     | BSG Fortschritt Weißenfels | 5:2  | 4:0    |
| 2     | BSG Stahl West Leipzig     | 4:5  | 2:2    |
| 3     | BSG Rotation Babelsberg    | 3:5  | 0:4    |

### Halbfinale
- SC Weißensee – BSG Stahl West Leipzig 6:0
- BSG Einheit Weimar – BSG Fortschritt Weißenfels 7:4 nach Verlängerung

### Finale
SC Weißensee – BSG Einheit Weimar 4:3

## Feldmeisterschaft
Die überlieferten Endrundenspiele fanden im Mai und Juni 1952 statt.

### Vorrunde
- BSG Rotation Berlin – BSG Motor Dessau 3:2 nach Verlängerung
- BSG Aktivist Klettwitz – BSG Motor Wismar 2:5

### Halbfinale
Die Ergebnisse liegen nicht vor. Weimar siegte gegen Rotation Berlin und die BSG Motor West Leipzig gewann gegen Motor Wismar.

### Endspiel
Das Endspiel fand am 22. Juni 1952 in Magdeburg statt.
- BSG Einheit Weimar – BSG Motor West Leipzig 9:7